# Pura sangre (película colombiana)
Pura sangre es una película de terror colombiana de 1982 dirigida y escrita por Luis Ospina y protagonizada por Carlos Mayolo, Florina Lemaitre, Humberto Arango, Luis Alberto García y Gilberto Forero. La película puede ser considerada una de las primeras producciones cinematográficas colombianas que se centran en el tema del vampirismo, contando la historia de un anciano que padece una extraña enfermedad y que requiere constantemente de la sangre de niños para poder sobrevivir.

## Sinopsis
Roberto Hurtado, un anciano adinerado, padece de una extraña enfermedad que solo puede ser controlada mediante constantes transfusiones de sangre proveniente de jóvenes y niños. Para tal efecto su inescrupuloso hijo ha contratado bajo chantaje a tres empleados (dos chóferes y una enfermera envueltos en un turbio crimen sexual) que se encargan de secuestrar a sus víctimas y asesinarlas para extraerles su sangre, no sin antes hacerlas partícipes de sus perversiones sexuales.

## Reparto
- Carlos Mayolo.... Perfecto.
- Florina Lemaitre.... Florencia.
- Humberto Arango.... Ever
- Franky Linero.... Poncho
- Luis Alberto García.... Adolfo Hurtado
- Gilberto Forero.... Roberto Hurtado
- Patricia Bonilla
- Rita Escobar
- Álvaro Gutiérrez
- César Muñóz